# Annulohypoxylon subeffusum
Annulohypoxylon subeffusum är en svampart som först beskrevs av Speg., och fick sitt nu gällande namn av Hladki & A.I. Romero 2009. Annulohypoxylon subeffusum ingår i släktet Annulohypoxylon och familjen kolkärnsvampar. Inga underarter finns listade i Catalogue of Life.